# Biclonuncaria phaedroptera
Biclonuncaria phaedroptera es una especie de polilla de la familia Tortricidae. Se encuentra en Santa Catarina, Brasil.